# Ерол Алкан
Ерол Ердал Алкан (на турски: Erol Erdal Alkan) е турски футболист, който играе на поста защитник. Състезател на Фин Харпс.

## Кариера

### Берое
На 7 юли 2018 г. подписва с Берое. Прави дебюта си на 28 юли при равенството 1–1 като домакин на Лудогорец.

### Етър
На 3 февруари 2021, е обявен за ново попълнение на великотърновския Етър. Записва своя дебют на 26 февруари при равенството 1–1 като гост на Локомотив в Пловдив.

## Национална кариера
Алкан е роден в Нидерландия от суринамска майка и баща турчин. Избира да представя Турция на национално ниво и прави своя дебют с Турция до 21 г. срещу отбора на страната, където е роден, а именно Нидерландия до 21 г.